# The Seventh Night: Unplugged
THE SEVENTH NIGHT ~UNPLUGGED~ – druga kompilacja japońskiego artysty Gackta, wydana 26 maja 2004 roku. Album zawiera akustyczne aranżacje wcześniej wydanych piosenek i uzupełnia THE SIXTH DAY ~SINGLE COLLECTION~ – kompilację wydaną trzy miesiące wcześniej. Album osiągnął 5 pozycję w rankingu Oricon i pozostał na listach przebojów przez 8 tygodni. Sprzedano 71 145 egzemplarzy.

## Lista utworów
Wszystkie utwory zostały skomponowane i napisane przez Gackt C.
| Nr  | Tytuł                                                     | Czas |
| --- | --------------------------------------------------------- | ---- |
| 1.  | "Kimi no tame ni dekiru koto" (jap. 君のためにできること) | 4:50 |
| 2.  | "mind forest"                                             | 5:40 |
| 3.  | "Kimi ga matte iru kara" (jap. 君が待っているから)        | 6:04 |
| 4.  | "Hoshi no suna" (jap. 星の砂)                             | 5:25 |
| 5.  | "Kono daremo inai heya de" (jap. この誰もいない部屋で)    | 6:12 |
| 6.  | "U+K"                                                     | 2:29 |
| 7.  | "Papa lapped a pap lopped"                                | 3:00 |
| 8.  | "Mirror"                                                  | 4:42 |
| 9.  | "uncertain memory"                                        | 5:39 |
| 10. | "Kimi ga oikaketa yume" (jap. 君が追いかけた夢)           | 7:09 |
| 11. | "Last Song"                                               | 6:34 |